# 地方政府

OECD各国税収のタイプ別GDP比(%)。
赤は国家間、青は連邦・中央政府、紫は州政府、橙は地方政府、緑は社会保障拠出。

地方政府（、英語: local government、ドイツ語: Gebietskörperschaft）とは、国内における一定の地理的範囲に属する住民およびその代表と行政組織から構成される統治機構。中央政府との関係は、単一制国家と連邦制国家に大別される。

## 概説
単一制国家では、国家主権を中央政府が有しており、憲法制定権も中央政府に独占されている。一方で連邦制国家は、元は別々の国家だったものが集まって一つの国家を形成している。連邦制国家は他国との関係では単一主権国家であり、内部的には憲法制定権限（州憲法の憲法制定権限）を含む権限の多くが州に留保されている。
単一制国家では中央政府が主権を有しているが、民主制の単一制国家における地方政府も単なる行政機構ではなく、住民とその代表によって統治を行う存在でもある。そこでの地方政府は中央政府（国民の代理人）と住民という2人の本人に仕える代理人として位置づけられる。
地方政府の内、日本の市・町・村に該当するものを基礎自治体と呼ぶ。多くの国で複数の基礎自治体に関する業務を行う地方政府を置いている。日本の場合は市町村と都道府県の2層制となっているが、フランス・ドイツでは3層制になっており、アメリカ・カナダでは州が定めるなど地方政府の構成は国により多様である。

## 単一制国家

### 日本
都道府県および市町村による二層制が採用されている。中間自治体は存在しない。

### 韓国
特別市、広域市、特別自治市、道、特別自治道という広域自治体、および、自治区、市、郡（広域市内の郡を含む）という基礎自治体による二層制が採用されている。

### イギリス
イギリスでは一層制の自治体と二層制の自治体が混在している。1970年代には二層制であったが、行政責任の明確化のため、1980年代から1990年代にかけて一層制への移行を進める改革が行われた。しかし地方圏では二層制の方式を維持することも認められている。首都圏では2000年に広域自治体が導入されたため再び二層制となっている。
首都圏ではロンドン広域自治体とロンドンシティ（シティ・オブ・ロンドン）またはロンドン・バラ（ロンドン自治区）の二層制となっている。
大都市圏ではメトロポリタン・ディストリクトの一層制である。
地方圏ではユニタリーの一層制か、カウンティとディストリクトの二層制である。

### フランス
レジオン（州）・デパルトマン（県に相当）・コミューン（市町村に相当）の三層制が採用されている。
フランスではかつて県と市町村の二層制が採用されていた。しかし、地方分権改革により1982年に州が国の地方機関から公選議会をもつ地方自治体に改組されて三層制となった。

### オランダ
プロヴィンス（州）およびヘメーンテ（地方自治体）の二層制が採用されている。

### スウェーデン
ランスティング（一部についてはレギオン）およびコミューン（市町村に相当）の二層制が採用されている。

### その他の単一制国家
以下の各記事を参照。
- イタリアの地方行政区画
- 中華人民共和国の行政区分

## 連邦制国家

### ドイツ
原則として州および市町村の二層制が採用されているが、市町村を置かない都市州（区を置く）もある。郡を含めて、州、郡、市町村の三層制とされることもある。

### スイス
原則として州（半州）および市町村の二層制が採用されているが、州と市町村の間に郡が置かれている州もある。

### アメリカ合衆国
アメリカ合衆国では州ごとに地方組織が構築されており統一されていない。

### カナダ
カナダでも州ごとに地方組織が構築されており統一されていない。多くは州（準州）および市町村の二層制が採用されている。

### その他の連邦制国家
以下の各記事を参照。
- ミャンマーの行政区画
- ロシア連邦の地方区分